# Altrippe
Altrippe (en fràncic lorenès Altrippe) és un municipi francès situat al departament del Mosel·la i a la regió del Gran Est. L'any 2007 tenia 429 habitants.

## Demografia

### Població
El 2007 la població de fet d'Altrippe era de 429 persones. Hi havia 136 famílies, de les quals 16 eren unipersonals (16 dones vivint soles i 16 dones vivint soles), 40 parelles sense fills, 76 parelles amb fills i 4 famílies monoparentals amb fills.
La població ha evolucionat segons el següent gràfic:
Habitants censats

### Habitatges
El 2007 hi havia 142 habitatges, 136 eren l'habitatge principal de la família, 1 era una segona residència i 5 estaven desocupats. 138 eren cases i 5 eren apartaments. Dels 136 habitatges principals, 126 estaven ocupats pels seus propietaris, 9 estaven llogats i ocupats pels llogaters i 1 estava cedit a títol gratuït; 1 tenia dues cambres, 5 en tenien tres, 21 en tenien quatre i 110 en tenien cinc o més. 133 habitatges disposaven pel capbaix d'una plaça de pàrquing. A 40 habitatges hi havia un automòbil i a 83 n'hi havia dos o més.

### Piràmide de població
La piràmide de població per edats i sexe el 2009 era:
| Homes | Edats   | Dones |
| ----- | ------- | ----- |
| 0     | 95 o +  | 0     |
| 0     | 90 a 94 | 0     |
| 4     | 85 a 89 | 4     |
| 0     | 80 a 84 | 0     |
| 4     | 75 a 79 | 0     |
| 4     | 70 a 74 | 0     |
| 4     | 65 a 69 | 20    |
| 0     | 60 a 64 | 12    |
| 8     | 55 a 59 | 0     |
| 8     | 50 a 54 | 8     |
| 12    | 45 a 49 | 12    |
| 32    | 40 a 44 | 24    |
| 16    | 35 a 39 | 20    |
| 20    | 30 a 34 | 12    |
| 8     | 25 a 29 | 20    |
| 12    | 20 a 24 | 0     |
| 24    | 15 a 19 | 16    |
| 20    | 10 a 14 | 28    |
| 40    | 5 a 9   | 8     |
| 12    | 0 a 4   | 20    |

## Economia
El 2007 la població en edat de treballar era de 293 persones, 186 eren actives i 107 eren inactives. De les 186 persones actives 172 estaven ocupades (104 homes i 68 dones) i 14 estaven aturades (5 homes i 9 dones). De les 107 persones inactives 23 estaven jubilades, 39 estaven estudiant i 45 estaven classificades com a «altres inactius».

### Ingressos
El 2009 a Altrippe hi havia 142 unitats fiscals que integraven 425,5 persones, la mediana anual d'ingressos fiscals per persona era de 18.313 €.

### Activitats econòmiques
Dels 7 establiments que hi havia el 2007, 2 eren d'empreses de fabricació d'altres productes industrials, 3 d'empreses de construcció, 1 d'una empresa de comerç i reparació d'automòbils i 1 d'una empresa financera.
Dels 2 establiments de servei als particulars que hi havia el 2009, 1 era un guixaire pintor i 1 fusteria.
L'any 2000 a Altrippe hi havia 7 explotacions agrícoles.

## Equipaments sanitaris i escolars
El 2009 hi havia una escola maternal integrada dins d'un grup escolar amb les comunes properes formant una escola dispersa.

## Poblacions més properes
El següent diagrama mostra les poblacions més properes.